# Orland (Indiana)
Pour les articles homonymes, voir Orland.
Orland est une commune du comté de Steuben, situé dans l'Indiana, aux États-Unis. Sa population était de 434 habitants au dernier recensement.

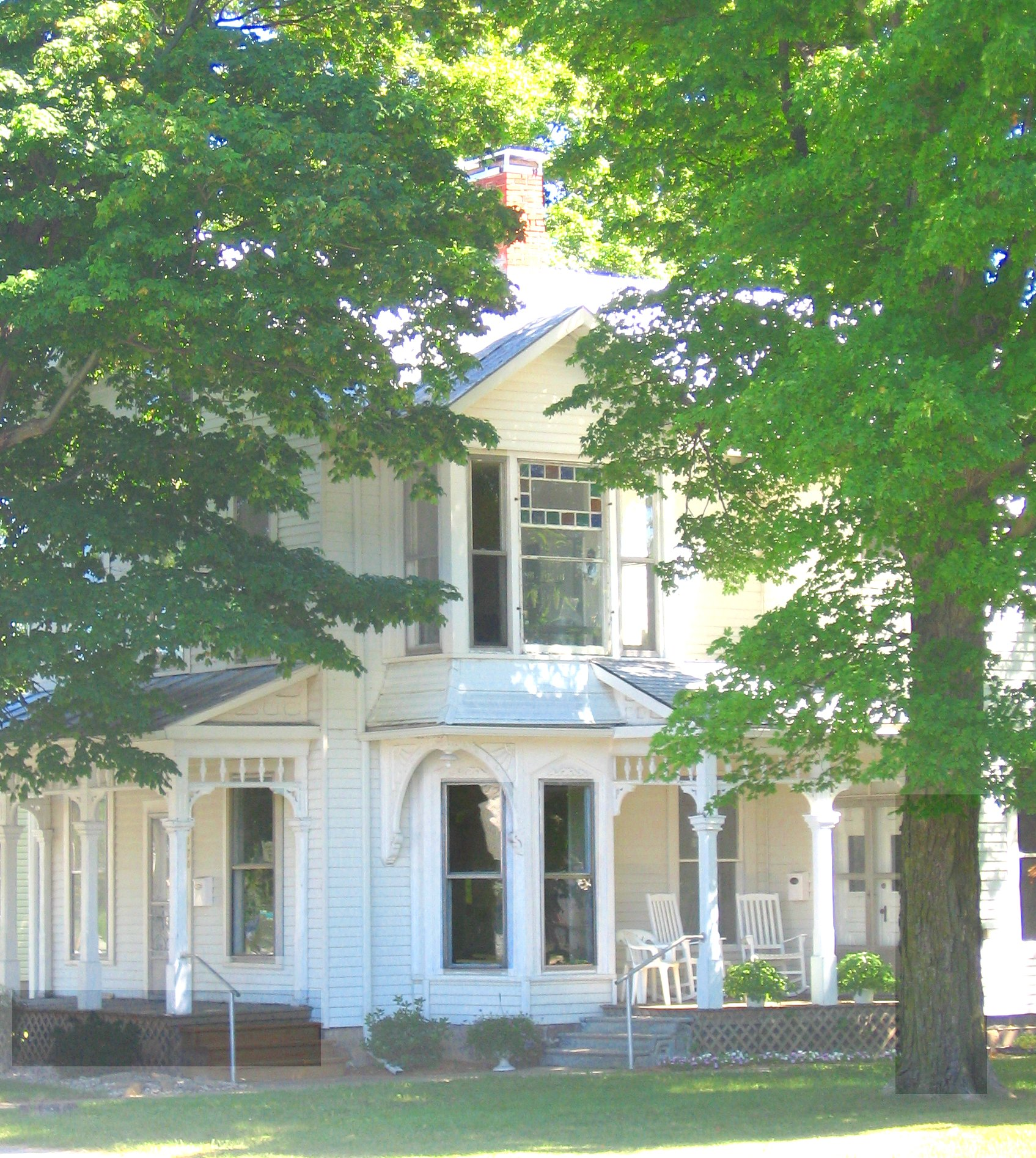
La maison Ernsberger, anciennement un arrêt du chemin de fer clandestin.